# Perperikon
Den gamle trakiske by Perperikon (også Perpericum; bulgarsk: Перперикон, græsk: Περπερικόν) ligger i den østlige del af Rhodope-bjergene, 15 km nordøst for den nuværende by Kardzhali i Bulgarien, på en 470 m høj stenet bakke, som menes at have været et helligt sted. Landsbyen Gorna krepost ("Øvre fæstning") ligger ved foden af bakken, og Perpereshka-floden løber i nærheden. Perperikon er den største samling megalitter på Balkan.

## Navnet "Perperikon"
Navnet Perperikon stammer fra middelalderen - 11. – 13 århundrede. Det oprindelige navn Hyperperakion blev forkortet af skriftlærde til Perperakion eller Perperikon. Der er mindst to teorier om navnets oprindelse og betydning, der begge forbinder det med guldminedrift: Byen kan have været opkaldt efter en middelalderlig hyperpyros eller den genoptagne brug af et klassisk æra navn til stedet, der stammer fra et ord for alter-ild (oldgræsk hyperpyros).

## Historie
Der har været menneskelig aktivitet i området tilbage til 5000 fvt. De første spor af civilisation på bakken stammer fra bronzealderen, mens keramikken der findes på stedet, stammer fra ældre jernalder lige som det imponerende runde alter, næsten 2 m i diameter, der er hugget ud af klipperne.
Det menes, at et berømt Dionysos-tempel var placeret ved Perperikon i den klassiske æra.
Perperikon er stedet, hvorfra Medokos erklærede sig selv som konge af Thrakien i 424 f.Kr efter Sitalces død, men blev styrtet.
Den bulgarske arkæolog Nikolay Ovcharov startede udgravningsarbejdet ved Perperikon i 2000 og afslørede resterne af det gamle arkitektoniske kompleks.
Arkæologer har afdækket et kæmpe palads med flere etager og en imponerende fæstning bygget omkring bakken med vægge så tykke som 2,8 m. Dette stammer fra Romerrigets tid. Templer og boligkvarterer blev også bygget i fæstningen. Komplekset er blevet lagt i ruiner og genopført mange gange gennem historien.
Et besøgscenter til 2,4 millionerEuro er under opførelse med midler fra EU.

## Kirke
En prædikestol blev fundet af bulgarske arkæologer på toppen af det thrakiske klipperefugie den 10. september 2005. Det menes at være det første fund i Bulgarien. Prædikestolen blev sandsynligvis bygget i slutningen af den 4 århundrede CE eller den tidlige 5 århundrede under den byzantinske Arcadius' regeringstid og faldt sammen med perioden med dåben af Thrakerne i Rhodopes-området.
Kirkens fundament er lagt ud i form af et enkeltskibs basilika på 16,5 m længde, som er den mest typiske form for et tidligt kristent tempel. Prædikestolen er usædvanligt velbevaret og er rigt dekoreret med ornamenter, der er skåret på stenen, herunder en tydeligt synlig ørn med udstrakte vinger. Det er også forsynet med fem indskrifter på græsk .

## Galleri
- Regenternes grave.
- Oldtidsbygninger i Perperikon.